# Майбломма

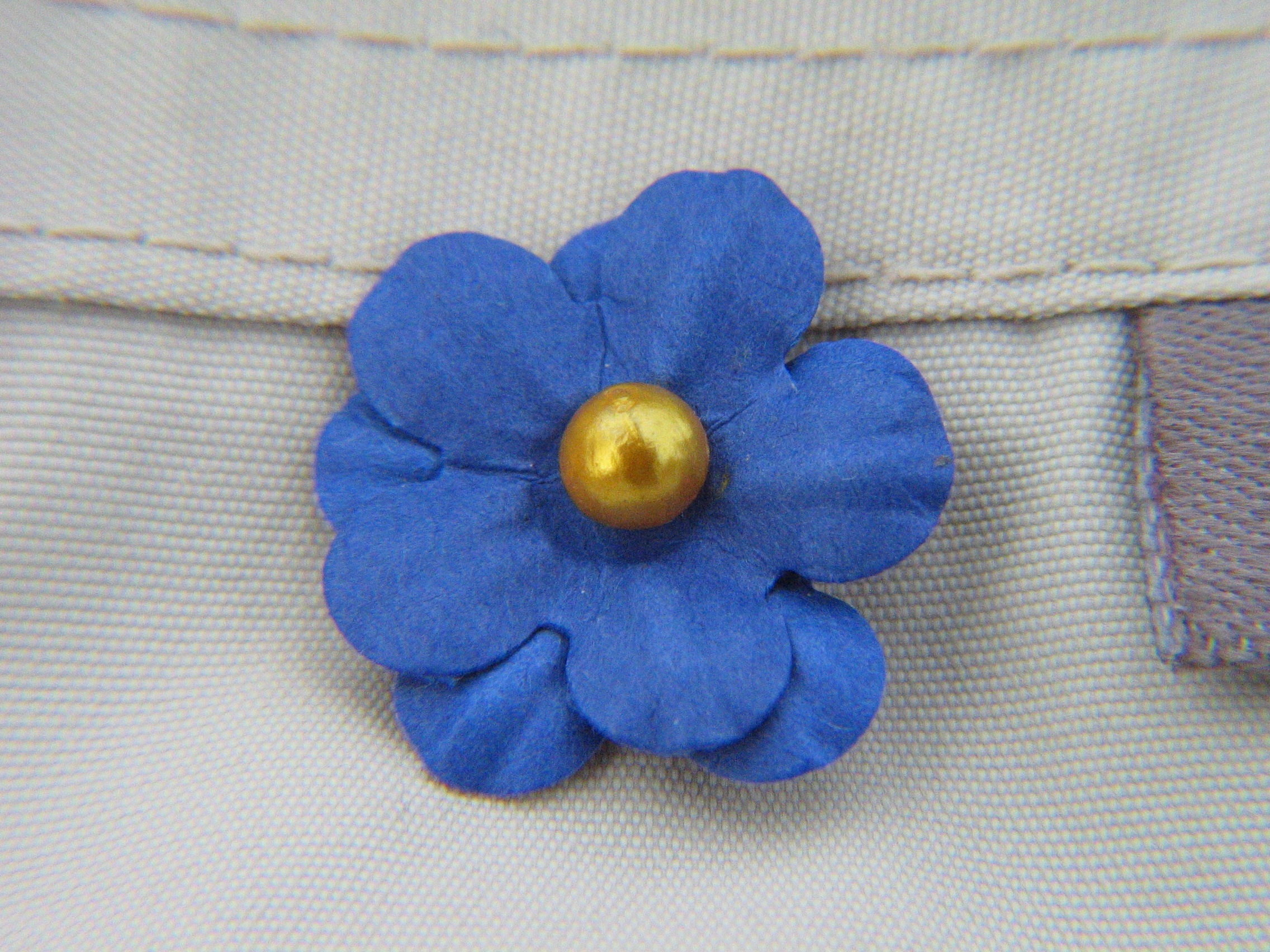
«Травнева квітка» 2007. На честь 100-річчя квітки кольори вибрали ті ж самі, що й першої квітки у 1907 році.

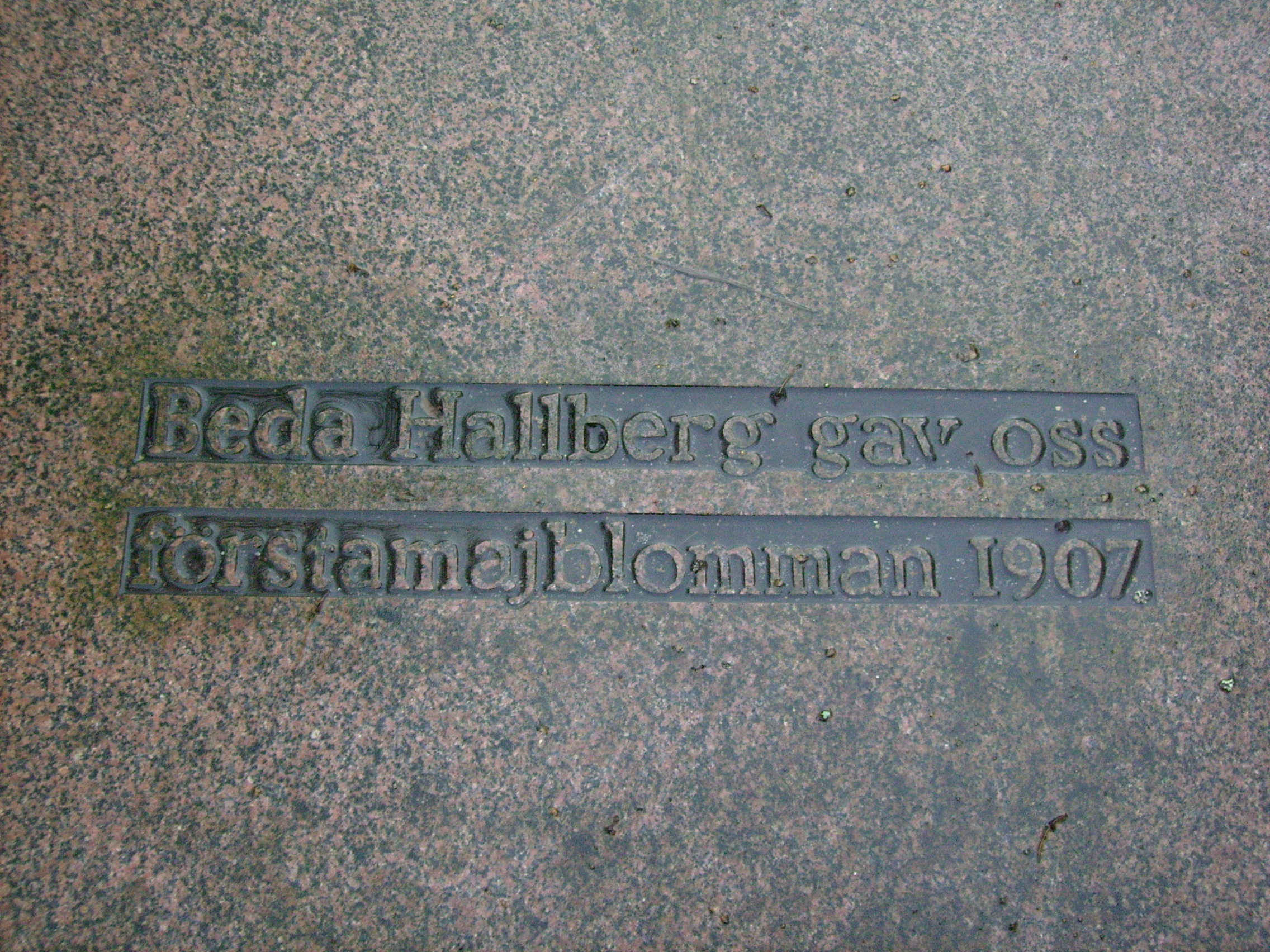
«Засновнику першої травневої квітки» (напис на могильному камені). Могила Беди Галльберг на Східному цвинтарі Гетеборга.

Majblomma («травнева квітка», до 1998 року називалася Förstamajblomman — «першотравнева квітка») — це штучна квітка, яку прикріплюють, наприклад, на одяг. Продаж таких квіток з метою збору коштів на благодійність проводять у Швеції, Фінляндії, Норвегії та Естонії. У Швеції майбломма продається з 1907 року, коли в Гетеборзі було засновано асоціацію Förstamajblommans riksförbund. Квіти продають школярі та скаутські загони, як правило, упродовж двох тижнів у квітні. Дохід від шведських продажів йде на допомогу дітям, які потребують додаткової підтримки. У Фінляндії перша «травнева квітка» була продана в 1908 році, а в Норвегії продажі почалися в 1909 році, і проводить їх Норвезька жіноча асоціація здоров'я.

## Історія

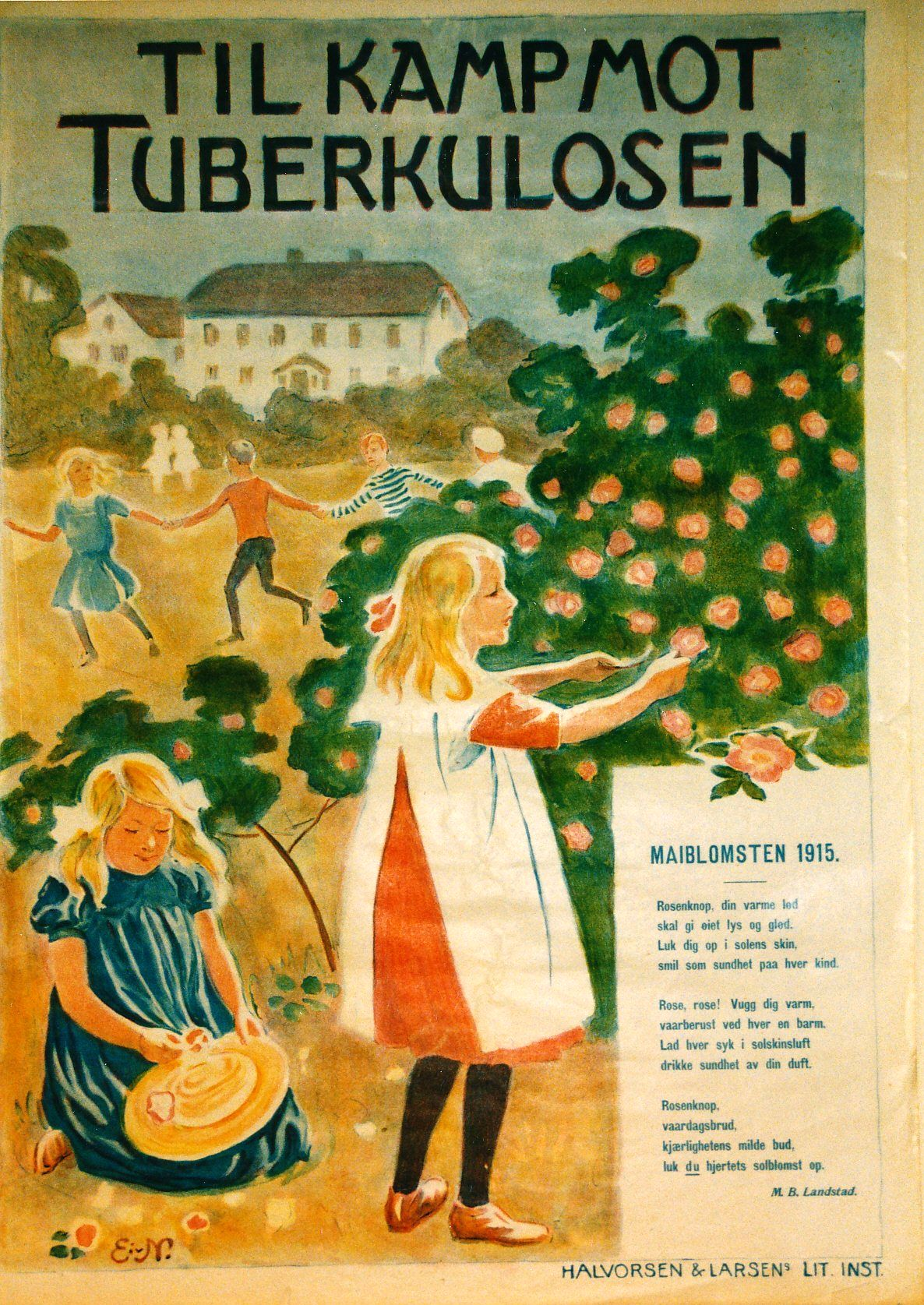
Норвезький плакат 1915 року Норвезької жіночої асоціації здоров'я

Ініціаторкою цієї акції була Беда Галльберг, маючи на меті організувати щось, що матиме широку прихильність, і їй це вдалося. Газета Göteborgs Handels- och Sjöfartstidning писала у травні 1907 року:
|                                           | Блакитна квітка отримала перемогу. Усе місто її відзначає. Куди не підеш, скрізь її видно на пальтах і плащах, шарфах і шалях. Продавець, клерк, робітник, старець і дитина, кондуктор трамваю, полісмен, каякер, водій — усі носять квітку і вчувається в повітрі, що всі щасливі бути частиною цього. Це ідеал серед ідей: проста, ентузіастична й отруйна. Оригінальний текст (швед.) Den blå blomman har vunnit en seger. Hela staden hyllar den. Öfverallt, hvart man kommer, ser man den på rockslag och kappor, i halsdukar och schalar. Affärsmannen, tjänstemannen, arbetare, gubben och barnet, konduktören i spårvagnen, polisen, kajåkaren, kusken – alla bär blomman och känner i luften att alla äro glada öfver att få vara med. Det är idealet bland idéer: enkel, entusiasmerande och gifvande. |
| — Göteborgs Handels- och Sjöfartstidning, | |

Перші «травневі квітки» продавалися задля боротьби з туберкульозом в Гетеборзі, а потім ідея швидко поширилася по всій країні, а також за кордоном. У цей час не було нагалодженої системи допомоги, і багато хворих потребували благодійності.
Майбломма швидко поширилася зі Швеції до кількох інших країн, які також взялися за боротьбу з бідністю та туберкульозом. Беда Галльберг стала всесвітньо відомою та шанованою. Вона була другою шведською жінкою, яка отримала пожиттєву державну пенсію за свою енергійну організаторську діяльність. «Травневі квітки» почали поширюватися у Фінляндії (1908), Норвегії та Данії (1909), Нідерландах та Бельгії (1910), Росії, Німеччині, Австрії, Швейцарії, Італії та Франції (1911), Англії та Естонії (1912), Алжирі (1913), Кубі (1916), США (1922) та Індії (1932). Сьогодні майбломма залишилася лише у Швеції, Фінляндії, Норвегії та Естонії. В інших країнах акція припинилася з ліквідацією туберкульозу.
Під час пандемії коронавірусу 2019—2021 рр. звичайні розпродажі не відбувалися. Натомість був організований збір коштів через Інтернет.

## Майбломма в різних країнах

### Швеція
Фонд Majblommans riksförbund працює над покращенням умов для дітей та боротьбою з дитячою бідністю у Швеції, головним чином через концепцію «діти допомагають дітям». Раз на рік упродовж приблизно двох тижнів діти по всій Швеції продають «травневі квітки».
Гроші, які збирають діти, впродовж року розподіляються на гранти окремим дітям, які проживають у Швеції. Ідея полягає в тому, що збирання грошей від продажу majblomma слугує виховним інструментом для розвитку у школярів емпатії до інших дітей поруч. Щороку фонд випускає навчальний матеріал для 4 і 5 класів, щоб надихнути здобувачів освіти на боротьбу з бідністю у світі.
У 2017 році діти продали majblomma на суму понад 60 млн шведських крон.
Майбломма виготовляється щороку іншого кольору, і стала колекційним об'єктом. За традицією технічного університету Чалмерса, чалмерист повинен щороку купувати майбломму, щоб вчепити її на китицю студентського капелюха, — таким чином, за квітами на капелюсі видно, скільки років студент навчався. Раніше була традиція, щоб майбломма була синьою кожні п'ять років, однак з 2012 року від цієї традиції відмовилися, і Majblommans riksförbund тепер дозволяє дітям брати участь у вирішенні забарвлення квітки наступного року.

#### Кольори у різні роки
Нижче подано кольори шведської majblomma, починаючи з 1926 року. Форма квітки дещо змінювалася упродовж років.

1926
1927
1928
1929
1930
1931
1932
1933
1934
1935
1936
1937
1938
1939
1940
1941
1942
1943
1944
1945
1946
1947
1948
1949
1950
1951
1952
1953
1954
1955
1956
1957
1958
1959
1960
1961
1962
1963
1964
1965
1966
1967
1968
1969
1970
1971
1972
1973
1974
1975
1976
1977
1978
1979
1980
1981
1982
1983
1984
1985
1986
1987
1988
1989
1990
1991
1992
1993
1994
1995
1996
1997
1998
1999
2000
2001
2002
2003
2004
2005
2006
2007
2008
2009
2010
2011
2012
2013
2014
2015
2016
2017
2018
2019
2020
2021
2022
2023
2024

### Фінляндія
Ґрета Кляріх представила «травневу квітку» у Фінляндії в 1908 році. За час існування проєкту у Фінляндії ним опікувалися різні організації, але він залишається найстарішою дійсною благодійною акцією в країні. У Фінляндії продають ті ж квітки, що й у Швеції, тому що Асоціація громадського здоров'я (Folkhälsan) купує їх через Majblommans riksförbund.
Кошти від продажу у Фінляндії спрямовуються на підвищення безпеки для дітей та молоді, наприклад, через уроки дорожнього руху та плавання від Асоціації громадського здоров'я.

### Норвегія
У Норвегії maiblomsten продаються з 1909 року Норвезькою жіночою медичною здоров'я. Початково гроші збирали на боротьбу з туберкульозом; нині дохід йде на дослідження жіночого здоров'я, а також на потреби дітей та молоді.

## Виробництво
«Травневі квітки» вироблялися у Швеції до 1999 року, але після зношення устаткування було вирішено купувати квітки у фабрики в Китаї, зокрема й для того, щоб зробити їх максимально економічно вигідними, а значить, підвищити частку збору, яка йде на благодійність. Шведська експортна рада допомогла з пошуком партнера та знайшла завод у провінції Чжецзян на сході Китаю. Фабрика називається Good Luck, і між Majblomman і фабрикою був підписаний своєрідний кодекс поведінки про дотримання гарних умов праці. Принаймні раз на рік представники Majblomman відвідують фабрику та низку субпідрядників, а також здійснюють візити без попередження.
Majblommans riksförbund платить китайській фабриці Good Luck 16 ере за маленьку квітку. Працівники там заробляють на 35 % вище мінімальної заробітної плати. У Швеції майбломма продається за 20 шведських крон (у 2014 році) за кожну. Вона також доступна у вигляді наклейки, вінка та значка.